# ای‌سی‌اس کاتالایسیس
ای سی اس کاتالایسیس (به انگلیسی: ACS Catalysis) ، نام یکی از نشریه‌های تخصصیِ علم شیمی است که از سال ۲۰۱۱ به‌دست انجمن شیمی امریکا و به زبان انگلیسی چاپ می‌رسد.
این نشریه که از نوع داوری همتا است، به صورت ماهیانه منتشر می‌گردد.